# گیل امز
گیل امز (انگلیسی: Gail Emms؛ زادهٔ ۲۳ ژوئیهٔ ۱۹۷۷) بدمینتون‌باز اهل بریتانیا است.